# Resolution 1546 des UN-Sicherheitsrates
Die Resolution 1546 des UN-Sicherheitsrates (Irak-Resolution) zur Nachkriegsordnung im besetzten Irak wurde am 8. Juni 2004 einstimmig beschlossen. Der Entwurf der Vereinigten Staaten und des Vereinigten Königreiches war im Sicherheitsrat drei Wochen lang verhandelt worden, zuletzt unter Einbindung von Lakhdar Brahimi und designierten irakischen Regierungsvertretern.
Laut der Resolution läuft das Mandat für den Einsatz der multinationalen Streitkräfte aus, sobald spätestens 2006 eine demokratisch gewählte Regierung im Amt ist.
Die Machtübergabe von der Koalitions-Übergangsverwaltung an die Irakische Übergangsregierung erfolgt unter deren Mitbestimmung bei Einsätzen der Besatzungstruppe (derzeit 160.000 Mann) ausländischen Soldaten. Die letzte Ergänzung kam den Kritikern (Frankreich und Deutschland) nochmals durch Verankerung einer Sicherheitspartnerschaft entgegen: Die US-geführte Koalition bildet mit der neuen Bagdader Übergangsregierung ein Sonderkomitee für alle sicherheitsrelevanten Fragen und Angriffsoperationen mit der Bagdader Regierung in einem zusammenarbeiten. Ein mehrfach (aber nicht vom Irak) gefordertes Vetorecht wurde nicht vereinbart.
Die Regierung erhält auch größeren Einfluss auf die Erdöl-Industrie und finanzielle Ressourcen und kann die fremden Truppen zum Abzug auffordern, wenn es die Sicherheit erlaubt. Das Mandat der Truppen hätte spätestens im Januar 2006 auslaufen sollen, wenn eine gewählte irakische Regierung die damalige Übergangsregierung abgelöst hat, es wurde aber verlängert und dauert noch an.
Derzeit steht die Anwesenheit der multinationalen Truppe unter dem Mandat der Resolution 1723 (2006).